# Elisabeth Röhm

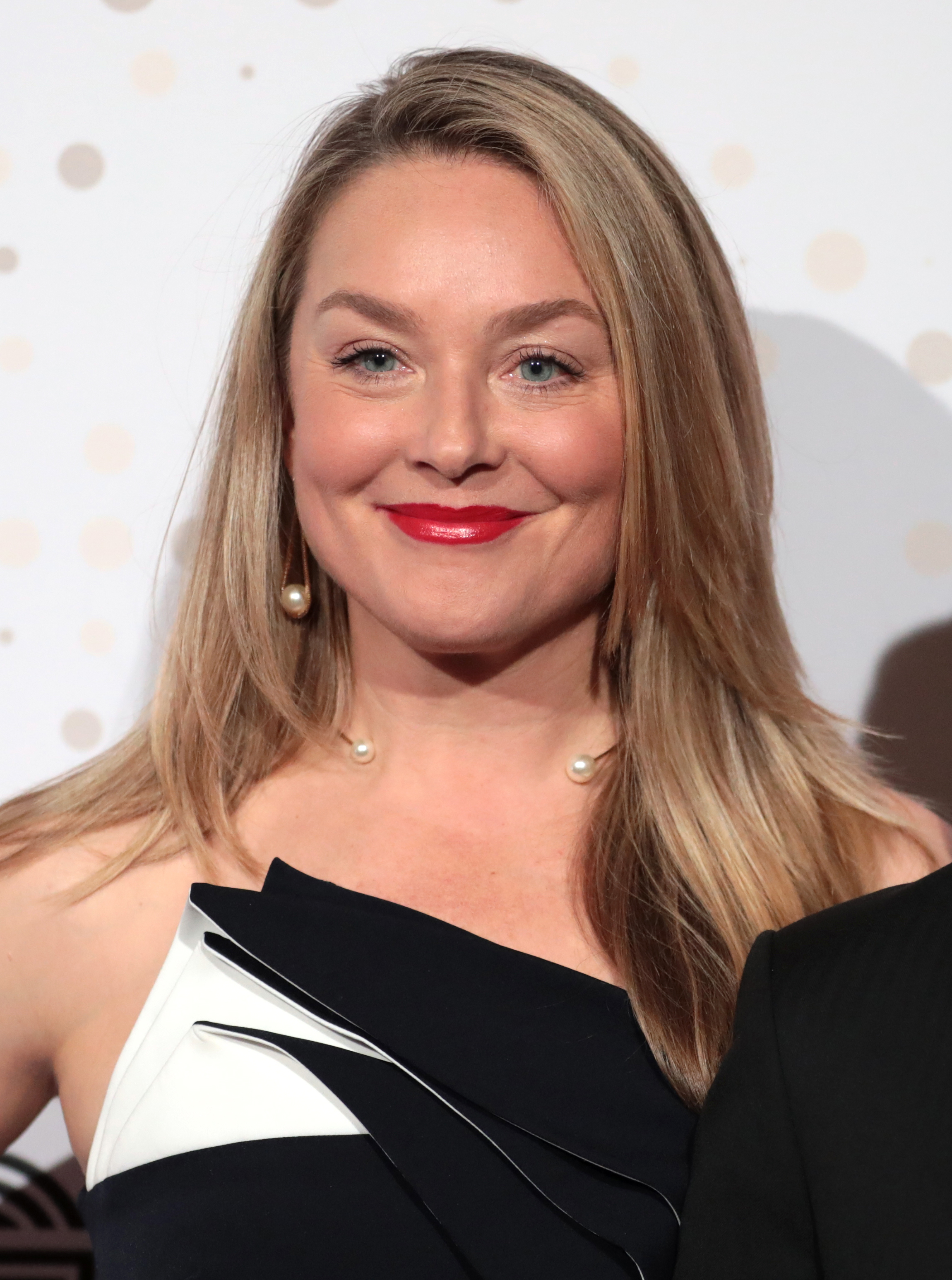
Elisabeth Röhm (2023)

Elisabeth Röhm (* 28. April 1973 in Düsseldorf, Nordrhein-Westfalen) ist eine deutsch-US-amerikanische Schauspielerin und Filmregisseurin.

## Leben und Karriere
Röhms Eltern zogen mit ihr nach New York City, bevor sie ein Jahr alt war und sie wuchs in Bedford, New York auf. Ihr Vater Eberhard war ein deutscher Firmenanwalt. Ihre Mutter Lisa war als Seifenoper-Autorin und Werbetexterin tätig. Ihre Eltern wurden geschieden, als sie acht oder neun Jahre alt war. Sie besuchte das Sarah Lawrence College in Bronxville, New York, an dem sie Schreiben und europäische Geschichte studierte.
Röhm wurde vor allem in der Rolle der stellvertretenden Bezirksstaatsanwältin Serena Southerlyn in der Fernsehserie Law & Order bekannt, eine Rolle, die sie von 2001 bis 2005 spielte. Ihre erste größere Fernsehrolle war die der Dorothy „Dorf“ Hayes in Liebe, Lüge, Leidenschaft (1997). Außerdem hatte sie eine wiederkehrende Gastrolle als Polizistin Kate Lockley in der Serie Angel – Jäger der Finsternis und eine Hauptrolle im Drama Bull inne. 2021 erschien unter ihrer Regie der Film Girl in the Basement, der sich am Fall von Josef Fritzl orientiert, der seine eigene Tochter 24 Jahre in einem Keller eingesperrt hielt und mit ihr sieben Kinder zeugte.
Röhm ist in zweiter Ehe verheiratet und hat aus erster Ehe eine Tochter (* 2008).

## Filmografie (Auswahl)

### Darstellerin
- 1997: Liebe, Lüge, Leidenschaft (One Life to Live, Fernsehserie)
- 1998: The Invisible Man (Fernsehfilm)
- 1999–2001: Angel – Jäger der Finsternis (Angel, Fernsehserie, 15 Episoden)
- 2000–2001: Bull (Fernsehserie, 20 Episoden)
- 2001–2005: Law & Order (Fernsehserie, 85 Episoden)
- 2005: Briar & Graves (Fernsehfilm)
- 2005: Miss Undercover 2 – Fabelhaft und bewaffnet (Miss Congeniality 2: Armed and Fabulous)
- 2005: FBI: Die Unterhändlerin (FBI: Negotiator, Fernsehfilm)
- 2007: Ghost Image – Ruf aus dem Jenseits (Ghost Image)
- 2008: The Mentalist (Fernsehserie, Episode 1x10)
- 2009–2010: Heroes (Fernsehserie, acht Episoden)
- 2011: Atemlos – Gefährliche Wahrheit (Abduction)
- 2011: Weihnachtszauber – Ein Kuss kann alles verändern (A Christmas Kiss)
- 2012: Transit
- 2012: Lake Placid 4 (Lake Placid: The Final Chapter, Fernsehfilm)
- 2012–2013: The Client List (Fernsehserie, 14 Episoden)
- 2013: American Hustle
- 2014: Beauty and the Beast (Fernsehserie, vier Episoden)
- 2014: Mega Shark vs. Mechatronic Shark
- 2014: Forget and Forgive
- 2014: Weihnachtszauber – Ein Kuss kommt selten allein (A Christmas Kiss II)
- 2014–2015: Stalker (Fernsehserie, zwölf Episoden)
- 2015: Joy – Alles außer gewöhnlich (Joy)
- 2015: All In or Nothing
- 2016: Blood Father
- 2016: Love Is All You Need?
- 2016: Polaris
- 2016: Everlasting
- 2016: Seduced (Missed Connections)
- 2016: Revenge Porn (My Daughter’s Disgrace, Fernsehfilm)
- 2016: The Last Ship (Fernsehserie, 13 Episoden)
- 2016–2017: Hawaii Five-0 (Fernsehserie, drei Episoden)
- 2017: Die kleine Meerjungfrau – Freunde fürs Leben (Scales: Mermaids Are Real)
- 2017: Navy CIS (NCIS, Fernsehserie, Episode 14x22)
- 2017–2019: Jane the Virgin (Fernsehserie, sechs Episoden)
- 2017: Flaked (Fernsehserie, fünf Episoden)
- 2017: Wish Upon
- 2017: Trafficked
- 2017: The Tribes of Palos Verdes
- 2018: Sanitatum
- 2018: Con Man – Aufstieg und Fall des Barry Minkow (Con Man)
- 2018: Magnum P.I. (Fernsehserie, Episode 1x05)
- 2018–2019: The Oath (Fernsehserie, 13 Episoden)
- 2019: SGT. Will Gardner
- 2019: Family Pictures (Fernsehfilm)
- 2019: Blood on My Name (Blood on Her Name)
- 2019: Tales (Fernsehserie, Episode 2x03)
- 2019: Bombshell – Das Ende des Schweigens (Bombshell)
- 2020: When We Kill the Creators
- 2020: Sleeping with Danger (Fernsehfilm)
- 2021: The Runner
- 2021: Notorious Nick
- 2021: Der Vogel (The Starling)
- 2022: The Royal
- 2022: A Marriage Made in Heaven
- 2024: Devil on Campus: The Larry Ray Story (Fernsehfilm)

### Regie
- 2021: Switched Before Birth (Fernsehfilm)
- 2021: Girl in the Basement